# 신탁통치령

1945년 당시의 상황을 묘사한 세계 지도. 신탁통치령은 초록색으로 표시되어 있다.

신탁통치령(信託統治領, 영어: United Nations Trust Territories) 혹은 신탁통치 지역(信託統治 地域)은 국제 연맹 위임통치령의 후신으로 제2차 세계 대전의 종전과 함께 국제 연맹이 유엔으로 대체됨에 따라 생겨났다.

## 신탁통치
제2차대전의 결과 국제연맹이 해산되었으므로 과거의 위임통치 문제를 국제연합이 인계받아 이것을 약간 수정한 신탁통치제도를 설치하여 위임통치지역 가운데 독립한 곳을 제외한 지역과 새로이 패전국으로부터 분리한 지역을 신탁통치라는 제도 하에 두기로 했다. 시정권자(施政權者)는 지역주민의 정치적·경제적 및 사회적·교육적인 진보, 자치(自治) 또는 독립을 향한 주민의 점전적인 발달을 촉진할 것과, 인종이나 성(性) 및 언어·종교에 의한 차별없이 모든 사람을 위하여 인권과 기본적 자유를 존중할 것을 의무로 삼았다. 감독임무는 총회와 신탁통치이사회가 담당하여 시정권자가 제출하는 연보(年報)를 검토하고 주민의 청원(請願)을 심사하며 또한 지역을 정기시찰하는 권한을 부여받았다. 다만 시정권자에게 지역을 군사적으로 이용하는 것이 허용되고 특정지역을 전략지구로 지정하여 이를 안전보장이사회의 감독하에 둔 것은 주민의 보호라는 관점에서는 손실이었다. 그러나 신탁통치 지역 가운데 그 대부분은 독립을 달성했으므로 그 제도는 거의 그 목적을 달성했다고 할 수 있다.
신탁통치는 국제연합의 위임을 받은 나라가 일정한 기간 동안 일정한 지역에 대해 국제연합의 감독하에 통치하는 제도이다. 국제연맹 시대에 있었던 위임 통치를 이어 받아 수정한 제도로써 종래의 위임통치지역, 제2차 세계대전의 패전국으로부터 분리된 지역, 영유국이 자진해서 신탁통치 아래에 둔 지역이 그 대상이 된다. 대한민국의 경우 8·15 광복 후 미·영·소 3개국 외상회의인 모스크바 3상회의에서 한국을 5년 이내의 기간 동안 신탁통치하에 둘 것을 결정하였으나, 거국적인 반대운동으로 이 결의는 철회되었다.

## 신탁통치령의 유형
1. 유엔 헌장이 발효된 1945년 10월 24일을 기준으로 다른 나라에 위임 통치되고 있는 지역.
2. 제2차 세계 대전의 패전국인 독일, 이탈리아, 일본으로부터 분리되는 지역.
3. 해외 영토가 있는 국가가 자발적으로 신탁 통치 제도로 전환하는 지역.

## 구(舊) 신탁통치령 목록

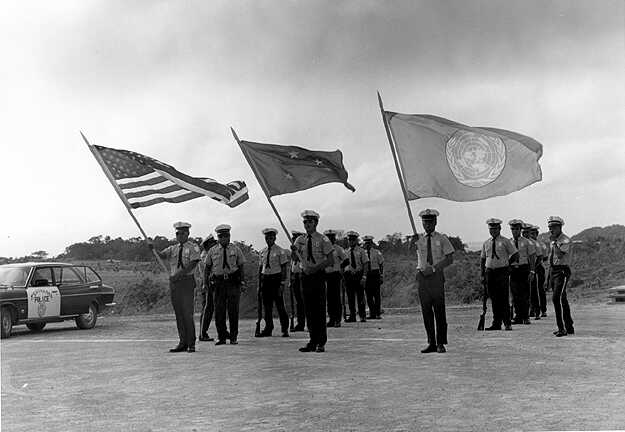
유엔 사절단을 환영하고 있는 팔라우 경찰들 (1973년)

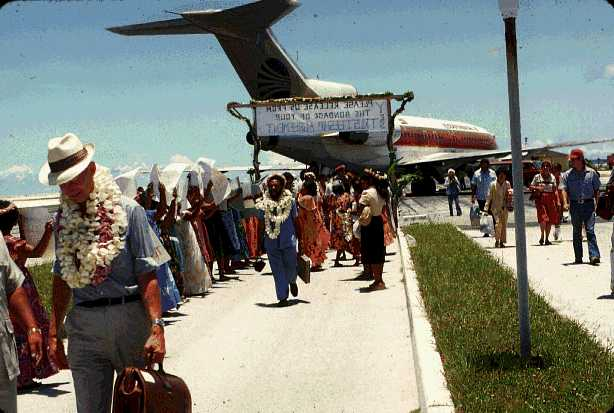
1978년 마주로 유엔 방문선교 도착 싸인에는 "당신의 신탁 통치 협정의 속박에서 우리를 풀어주십시오"라고 쓰여 있다.

다음 11개 지역이 신탁통치령이었다. 1994년 10월 팔라우 독립을 마지막으로 신탁통치령은 소멸되었다.
- 프랑스 신탁통치령 카메룬 (프랑스령 카메룬): 1960년에 카메룬으로 독립.
- 영국 신탁통치령 카메룬 (영국령 카메룬): 1961년 5월에 북카메룬이 나이지리아에, 1961년 10월에 남카메룬이 카메룬에 각각 편입됨.
- 뉴기니 신탁통치령 (오스트레일리아령 뉴기니): 1975년에 파푸아뉴기니로 독립.
- 루안다-우룬디 신탁통치령 (벨기에령 루안다-우룬디): 1962년에 르완다, 부룬디로 독립.
- 탕가니카 신탁통치령 (영국령 탕가니카): 1961년에 탕가니카로 독립. 1964년에 잔지바르와 함께 탄자니아를 형성함.
- 프랑스 신탁통치령 토골란드 (프랑스령 토골란드): 1960년에 토고로 독립.
- 영국 신탁통치령 토골란드 (영국령 토골란드): 1956년에 영국의 식민지였던 영국령 골드코스트에 편입됨. 1957년에 가나로 독립함.
- 서사모아 신탁통치령 (뉴질랜드령 서사모아): 1962년에 서사모아로 독립. 1997년에 사모아로 이름을 바꿈.
- 소말리아 신탁통치령 (이탈리아령 소말리아): 1950년에 이탈리아가 신탁통치하는 유엔 신탁통치령이 됨. 1960년에 영국령 소말릴란드와 함께 소말리아를 형성함.
- 태평양 제도 신탁통치령 (미국령 태평양 제도): 1979년에 마셜 제도, 미크로네시아 연방, 1981년에 팔라우, 1986년에 북마리아나 제도로 각각 분리됨. 북마리아나 제도는 미국의 자치령이 되었고 마셜 제도, 미크로네시아 연방, 팔라우는 미국과의 자유연합 관계를 맺은 독립 국가가 됨.
- 나우루 신탁통치령 (영국, 오스트레일리아, 뉴질랜드령 나우루): 1968년에 나우루로 독립.

## 위임통치령과의 차이
다음은 위임통치령과의 차이점이다.
- 감독 권한 강화. 시정 권자에 대한 감독 업무를 수행하는 신탁 통치 이사회는 3년에 1번, 각 지역을 시찰하고 주민에 대한 인권 침해와 착취가 아닌가 자치 독립을 위한 시정을 하고 있는지를 조사하기로 했다.
- 지역 주민에서 유엔에 민원 제도를 창설. 위임 통치는 주민으로부터 청원을 수리하는 것은 수임 국가의 역할, 국제 연맹은 관여하지 않았다. 반면, 신탁 통치는 주민으로부터 청원을 유엔이 접수하여 시정 권자의 부정을 감지하고 이를 바로잡는 것이 가능해졌다.
- 군사 이용의 허가. 위임통치에서는 지역의 군사 이용은 금지되고 있었지만 신탁통치에서는 「전략 지구」의 지정을 받는 것으로, 국제 평화를 목적으로 한 군사 이용이 인정된다.

## 같이 보기
- 유엔이 통치 중인 영토 목록